# アリス・パットナム
アリス・パットナム(Alice H. Putnam、1841年 - 1919年1月19日) は、1974年、シカゴで最初の私立幼稚園を開演した教育者で、シカゴにおける「幼稚園の開拓者」と言われている 。
パットナムは、「自身の子どもたちが小さかった時、幼稚園に興味を持つようになった」。そこで彼女は、「自分自身が母親としての仕事をすることと他のお母さんたちがもっと良いお母さんになれるよう手助けする仕事を１つにする方法を見つけたのである」。「「幼稚園の訓練が必要であることに気付いたパトナムは、長女をオハイオ州コロンバスに連れて行き、そこでアンナ・J・オグデンが運営する訓練学校で勉強したのである」。
1879年、パットナムのもとにエリザベス・ハリソンが加わった。彼女は、別のところで彼女の研究を続けることになるまで1年間パットナムの助手を務めた
。1880年、パットナムは、アンナ・J・オグデンが始めたシカゴの幼稚園教師の訓練学校を引き継いだ。 これはその後シカゴ・フレーベル協会となり、1910年までパットナムが指揮をとった。パットナムは、1883年この組織の代表として国際幼稚園連盟の委員になった。彼女は亡くなるまで、この理事会の最も重要な役割を果たし、会長職も二期務めている。 
彼女は、1919年1月21日、シカゴのオーク・ウッズ墓地に埋葬された。